# Colostrum
Råmælk (latin: colostrum) er en type mælk produceret af mærkekirtlerne, som udskilles i den sidste del af graviditeten og i de første få dage efter fødslen og er altså den første del af modermælken. Den er rig på kulhydrat, protein og antistoffer, mens den kun har et lavt indhold af fedt, idet nyfødte kan have vanskeligheder med at fordøje det. Det skyldes, at nyfødte har et meget begrænset fordøjelsessystem, som råmælk kompenserer for, da de næringsstoffer, den indeholder, er i en meget komprimeret form. Mælken har desuden en let afførende effekt og fører til den første afføring.
Vigtigheden af råmælk har været kendt siden 1892, hvor Paul Ehrlich fandt ud af, at der gennem modermælken hos flere pattedyr blev overført livsvigtige immunstoffer til dyreungen.

## I kvægavl
Da colostrum (defineret som mælken koen producerer 48 timer efter kælving) ikke er tilladt til konsum bliver anseelige mængder hver dag smidt ud. Kalven drikker omtrent fem liter af de ca. 50 liter koen producerer. Den allerførste mælk indeholder mere end 250 komponenter alle med det formål – fra naturens side – at styrke kalven mod sygdom. I de første kritiske timer (ca. 10 timer) efter kalven er født, omsætter den det colostrum den sutter fra koen til stoffer, der giver kalven det immunsystem, den ikke er født med. Når naturen således har givet kalven muligheden for at overleve via råmælken omdannes råmælken i koens yver langsomt henover nogle få dage til den mælk, vi mennesker kan drikke.

## Videnskab
Videnskabelige forsøg foretaget gennem de sidste årtier på medicinske laboratorier og universiteter over hele verden har vist, at immun- og vækststoffer i køers råmælk er identiske med stoffer i mennesker. Koens råmælk 40 gange rigere på immunstoffer end menneskets. Det betyder, at de gode egenskaber i køers råmælk har en effektiv virkning på mennesker udvortes som indvortes. Mange firmaer har specialiseret sig i at fremstille de bedste produkter til indvortes brug, og andre er begyndt at bruge råmælken til kosmetiske produkter mod hudproblemer. Råmælken har vist sig at kunne bruges af mennesker og styrke mave-tarmsystem og hudens overflade.